# کلان (شروپ‌شر)
latitudeکلان (شروپ‌شر)longitudeکلان (شروپ‌شر)
کلان (به انگلیسی: Clun) یک منطقهٔ مسکونی در انگلستان است که در میدلند غربی واقع شده‌است.

## خصوصیات
کلان ۶۸۰ نفر جمعیت دارد.